# あの青をこえて
「あの青をこえて」（あのあおをこえて）は、1998年11月21日にビクターエンタテインメントからリリースされた19のデビュー・シングル。

## 解説
ユニットの由来どおり当時は二人とも19歳であった。発売当初はタイアップも知名度も無く、オリコンチャート圏外だった。2ndシングル「あの紙ヒコーキ くもり空わって」が大ヒットしたため発売から10ヶ月以上が経ってからチャートイン。同曲が収録された1stアルバム『音楽』も100万枚近くをセールスした。

## 収録曲
全作詞:326
作曲:イワセケイゴ（1）岡平健治（2）
1. あの青をこえて
2. 西暦前進2000年→
3. あの青をこえて (Music Track)
4. 西暦前進2000年→ (Music Track)

## 収録アルバム
- 音楽 (#1,2、#2はアルバムバージョン)
- 19 BEST●青 (#1,2)
- 19 〜すべての人へ (#1,2)